# Vsevolod Ioannovitj af Rusland
Vsevolod Konstantinovitj af Rusland (russisk: Всеволод Иоаннович Романов; tr. Vsevolod Konstantinovitj Romanov) (20. januar 1914 – 18. juni 1973) var en russisk prins fra Huset Romanov. Han var den eneste søn af prins Ioann Konstantinovitj af Rusland og hans hustru prinsesse Jelena Petrovna af Rusland (født som prinsesse Jelena af Serbien).
Prins Vsevolod var det sidste mandlige medlem af Huset Romanov, der blev født i det kejserlige Rusland. Han var gudsøn af kejser Nikolaj 2. af Rusland samt halvfætter til Prins Philip, hertug af Edinburgh og Prinsesse Marina, hertuginde af Kent. Efter den Russiske Revolution slog han og hans familie sig ned i eksil i England, hvor han tilbragte resten af livet.

## Biografi

### Tidlige liv
Vsevolod Ioannovitj blev født den 20. januar (jul.: 7. januar) 1914 kort før udbruddet af Første Verdenskrig i Marmorpaladset i Sankt Petersborg i Det Russiske Kejserrige. Han var det ældste barn af prins Ioann Konstantinovitj af Rusland og hans hustru prinsesse Jelena Petrovna (født som prinsesse Jelena af Serbien). Prins Ioanns førstefødte blev i ordets bogstavelige forstand født med et røgelseskar i hånden: ”Da Ioanchik var meget religiøs, drillede hans brødre ham med, at hans søn ville blive født med et røgelseskar i hånden. Derfor bestilte de et lille røgelseskar, og så snart Vsevolod blev født, satte de det i hans hånd. Så Ioanchik så som det første sin søn med et røgelseskar i hånden ” (ifølge prins Gavriil Konstantinovitjs erindringer). Dagen efter fødslen udstedte Nikolaj 2. et manifest, hvor han dekreterede, at Vsevolod som tipoldesøn af en russisk kejser skulle have titel af prins og prædikat af højhed. Den 25. januar deltog Nikolaj 2. sammen med sin hustru kejserinde Aleksandra Fjodorovna og sin moder, enkekejserinde Maria Fjodorovna, i prinsens dåb i Marmorpaladsets kapel. Blandt prinsens faddere var kejser Nikolaj 2. og prinsens farmor, storfyrstinde Jelizaveta Mavriekjevna.
Vsevolod Ioannovitj tilbragte sine første år i en lejlighed i nordfløjen af Pavlovsk-slottet udenfor Sankt Petersborg. Under Første Verdenskrig gjorde Vsevolods far tjeneste i hæren og blev dekoreret som krigshelt. Vsevolods mor arbejdede som sygeplejerske under krigen, mens Vsevolod og hans søster prinsesse Jekatarina blev efterladt i Sankt Petersborg hos deres farmor, storfyrstinde Jelizaveta Mavrikjevna.

### Den Russiske Revolution
Prins Vsevolod nåede ikke at modtage den traditionelle russiske uddannelse for medlemmer af Huset Romanov, da han kun var tre år gammel, da den Russiske Revolution brød ud. Faderen var ved fronten, da revolutionen startede. I de kaotiske måneder under Den russiske provisoriske regerings styre og efter Oktoberrevolutionen boede prins Vsevolod med sin farmor og nogle slægtninge i Pavlovsk. I marts 1918 blev hans far og to onkler prins Georgij og prins Igor sendt i internt eksil i Ural-bjergene, hvor de i juli 1918 blev myrdet sammen med andre familiemedlemmer, mens hans mor blev arresteret i Perm, hvortil hun havde fulgt sin mand. I oktober 1918 flygtede hans bedstemor, storfyrstinde Jelizaveta Mavrikjevna, med den fire-årige Vsevolod til Sverige. Efter at være løsladt fra fængslet rejste Jelena Petrovna til Stockholm, hvor hun blev genforenet med sine børn og rejste med dem til Serbien. 

### Senere liv
Efter et ophold i Frankrig og Beograd, slog de sig endeligt ned i England, hvor prins Vsevolod blev uddannet ved Eton og University of Oxford. Han tilbragte resten af livet i eksil i England, hvor han arbejdede i vinsektoren.
Vsevolod blev længe betragtet som den mest realistiske efterfølger til positionen som tronprætendent i tilfælde af storfyrst Vladimir Kirillovitj af Ruslands barnløse død, da storfyrst Kirills brødre, storfyrst Boris og storfyrst Andrej, begge indgik i morganatiske ægteskaber (ligesom mange andre medlemmer af den kejserlige familie). Prins Vsevolod var gift tre gange, men der blev ikke født børn i nogle af ægteskaberne. Ved hans død uddøde Konstantinovitji-grenen af Huset Romanov. Prins Vsevolod døde den 18. juni 1973 i London.

## Eksterne links
- Wikimedia Commons har flere filer relateret til Vsevolod Ioannovitj af Rusland